# Rhynchomys tapulao
Rhynchomys tapulao is een knaagdier uit het geslacht Rhynchomys dat voorkomt op het Filipijnse eiland Luzon. De soort is gevonden op 2024 m hoogte op Mount Tapulao (waar de soort ook naar genoemd is) in de gemeente Palauig van de provincie Zambales. Dit zeldzame dier leeft van regenwormen, duizendpoten, springstaarten en insecten en komt samen met Crocidura cf. grayi, Rattus everetti, een ongeïdentificeerde Chrotomys en drie ongeïdentificeerde Apomys-soorten voor.
R. tapulao is te herkennen aan de goudbruine vacht aan de bovenkant van het lichaam, die scherp gescheiden is van de witte en grijze onderkant. De lange, grijze oren zijn bedekt met korte, zwarte haren. De kin is donkergrijs, de lippen en de neus zijn pigmentloos. De voorvoeten zijn spaarzaam bedekt met korte witte haren. Aan de duim zit een nagel, aan de vingers een lange, scherpe, krachtige klauw. De bovenkanten van de vingers zijn spaarzaam bedekt met korte witte haren. De relatief lange, smalle achtervoeten zijn ook bedekt met spaarzame, korte, witte haren. De staartlengte is gemiddeld voor het geslacht. De bovenkant van het eerste twee derde deel van de staart is grijs en bedekt met spaarzame, korte, grijze en witte haren, de rest is pigmentloos en bedekt met witte haren. De onderkant van het eerste kwart van de staart is lichtgrijs, de rest ongepigmenteerd. De staartschubben zijn klein. Uit elke schub ontspringen drie haren. Vrouwtjes hebben twee paren van mammae op de buik. De kop-romplengte bedraagt 164 tot 188 mm, de staartlengte 120 tot 128 mm, de achtervoetlengte 38 tot 40 mm, de oorlengte 24 tot 25 mm en het gewicht 129 tot 156 g.